# Apopontonia falcirostris
Apopontonia falcirostris är en kräftdjursart som beskrevs av Bruce 1976. Apopontonia falcirostris ingår i släktet Apopontonia och familjen Palaemonidae. Inga underarter finns listade i Catalogue of Life.